# 이주노
이주노(본명: 이상우, 1967년 2월 10일 ~ )는 대한민국의 그룹 서태지와 아이들의 전 멤버이다. 그룹에서는 주로 안무를 담당하였고, 서브 보컬과 서브 랩을  맡아 활동하였다. 가수 데뷔 이전에는 양현석과 함께 당대 최고의 댄서로 활동하였으며 서태지와 아이들 은퇴 이후에는 5인조 혼성 댄스그룹 영턱스클럽을 제작하는 등 음반 제작자로서 활동하였다. 댄스학교 강사와 중국 북경 현대 종합예술대학 교수, 경기도 평택시에 있는 국제대학교 교수로 재직하며 후진 양성에 힘을 쏟기도 하였다. 현재는 엔터테인먼트 전문 투자운용사 SKM 인베스트먼트에서 음악 총괄 부사장으로 재직하고 있다.

## 기본 경력
- 1983년 '인순이와 리듬터치' 활동
- 1984년 댄스팀 '스파크' 활동
- 1985년 비보이 전문그룹 '노피플' 활동
- 1987년 '이재민과 피노키오' 활동
- 1988년 '김승진과 하얀손' 활동
- 1989년 '오복과 오복성' 활동
- 1990년 '박남정과 프렌즈' 활동
- 1991년 '제미니 뉴스' 활동
- 1992년 - 1996년 '서태지와 아이들' 활동
- 2000년 '바이오닉 주노' 솔로가수 활동
- 2005년 중국 북경 현대음악예술대학 명예교수
- 2010년 개미집 엔터테인먼트 대표
- 2010년 댄스 아카데미 'DM SKOOL' 원장
- 2013년 국제대학교 초빙교수
- 2014년 SKM 인베스트먼트 음악총괄 부사장

## 학력
- 안양남초등학교
- 관양중학교
- 소래고등학교

## 음반
서태지와 아이들 (정규앨범)
- 1992년 정규앨범 1집 《난 알아요》
- 1993년 정규앨범 2집 《하여가》
- 1994년 정규앨범 3집 《발해를 꿈꾸며》
- 1995년 정규앨범 4집 《컴백홈》

솔로음반
- 2000년 정규앨범 1집 6 mill Bionic Juno
- 2002년 싱글 Asian
- 2005년 디지털 싱글 My Story
- 2011년 디지털 싱글 `전하고 싶은 말` - SBS 플러스 '컴백쇼 톱10'

참여음반
- 2002년 Ju.No.Presents Asian
- 2003년 Super Mega Hit, And Night
- 2005년 《하얀겨울 2005》

## 수상 내역
서태지와 아이들
- 1992년 TV 저널 올해의 스타상 대상
- 1992년 SBS 서울 가요대상 올해의 가수상ㆍ최고 인기 가수상
- 1992년 골든디스크 본상
- 1992년 KBS 가요대상 15대 가수상
- 1992년 MBC 10대가수가요제 최고 인기가요상ㆍ신인가수상
- 1993년 SBS 서울가요대상 작곡ㆍ기획ㆍ올해가수ㆍ최고인기가수상
- 1993년 대한민국 영상음반대상 본상
- 1993년 KBS 가요대상 본상
- 1993년 MBC 10대가수가요제 본상
- 1995년 MBC 가요대상 최고인기가요
- 1995년 골든디스크 시상식 본상
- 1996년 MTV MUSIC VIDEO Asian Viewer

## 제작ㆍ연출
- 1996년 댄스그룹 '영턱스클럽'
- 1997년 가수 '임성은'
- 1998년 댄스팀 '고릴라크루'
- 1999년 힙합그룹 '허니패밀리'
- 2000년 가수 '김선아'
- 2005년 뮤지컬 논버벌 퍼포먼스 '프리즈' (연출)
- 2009년 뮤지컬 논버벌 퍼포먼스 '이주노의 빨간구두'
- 2012년 브로드웨이 뮤지컬 '13' (안무감독)

## 연예 활동

### 방송 활동
- 1996년 KBS 제2FM 《이주노의 FM 인기가요》 진행
- 1997년 SBS 《충전 100% 쇼》 공동 진행
- 2001년 ~ 2002년 MBC 표준FM 《이주노의 뮤직토크》 진행
- 2001년, 2003년, 2005년 KBS 1TV 《가족오락관》 게스트
- 2008년 KBS 2TV 《스타 골든벨》 고정 게스트
- 2011년 SBS 플러스 《컴백쇼 톱10》 고정 출연
- 2013년 KBS 2TV 《세대공감 토요일》 게스트

### 영화ㆍ뮤지컬
- 2002년 영화 《긴급조치 19호》 - 이주노 역
- 2005년 영화 《몽정기 2》 - 우정출연 '하객 2' 역
- 2010년 뮤지컬 《코러스라인》 - 연출가 '잭' 역

## 기타 활동
서적
- 2005년 자서전 《나는 영원한 춤꾼이고 싶다》

홍보대사
- 2007년 세계 힙합페스티벌 홍보대사
- 2013년 천안 흥타령 춤축제 홍보대사

사업
- 힙합의류 브랜드 '댄스머신' 운영
- 예식장 '주노웨딩홀' 운영
- 돌잔치 전문점 '스타스토리' 운영

## 같이 보기
- 서태지와 아이들
- 서태지
- 양현석
- 영턱스클럽
- 허니패밀리